# كأس الدوري البرتغالي 2015–16
كأس الدوري البرتغالي 2015–16 (بالبرتغالية: Taça da Liga de 2015–16‏) هو الموسم 9 من كأس الدوري البرتغالي. أقيم خلال الفترة 2 أغسطس 2015 وحتى 20 مايو 2016، وأشرف على تنظيمه Liga Portuguesa de Futebol Profissional ‏، وكان عدد الأندية المشاركة فيه 37، وفاز فيه نادي بنفيكا.